# 코미디 소설
코미디 소설은 유머를 담은 소설이다. P. G. 우드하우스, 헨리 필딩, 마크 트웨인, 존 케네디 툴 등의 많은 잘 알려진 저자들은 코믹 소설을 썼다.

## 같이 보기
- 희극
- 허구